# Kościół Matki Bożej Różańcowej w Raciborzu
Kościół Matki Bożej Różańcowej – rzymskokatolicki kościół parafialny należący do dekanatu Tworków diecezji opolskiej. Znajduje się w raciborskiej dzielnicy Sudół.
Budowa świątyni w stylu neogotyckim rozpoczęła się w 1904 roku. Kościół konsekrował w 1905 roku biskup wrocławski, kardynał Georg Kopp.
Świątynia posiada relikwie świętej siostry Faustyny Kowalskiej, niemieckiej zakonnicy katolickiej błogosławionej Marii Merkert a także błogosławionego Liboriusza Wagnera. W 2011 roku Kuria Metropolitalna w Krakowie przekazała do świątyni relikwię świętego Jana Pawła II. Jest to kropla krwi papieża znajdująca się w oprawie wykonanej ze szlachetnego metalu.
Na wniosek parafii budynek kościoła wpisano do rejestru zabytków 26 września 2023 roku (nr rej. A/1266/23); ochroną objęto także mur wokół kościoła.

## Galeria

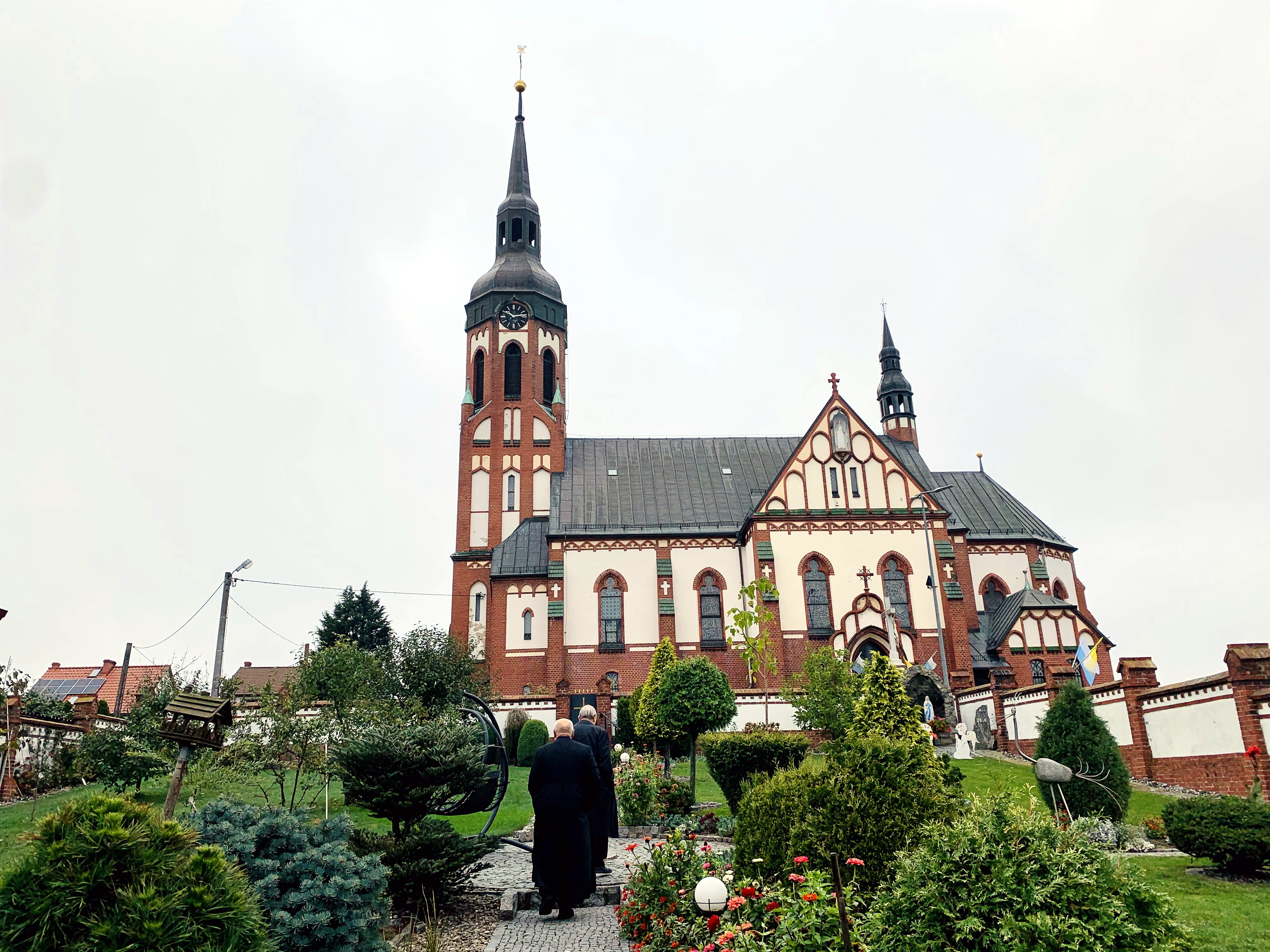
Widok z ogrodu plebanijnego
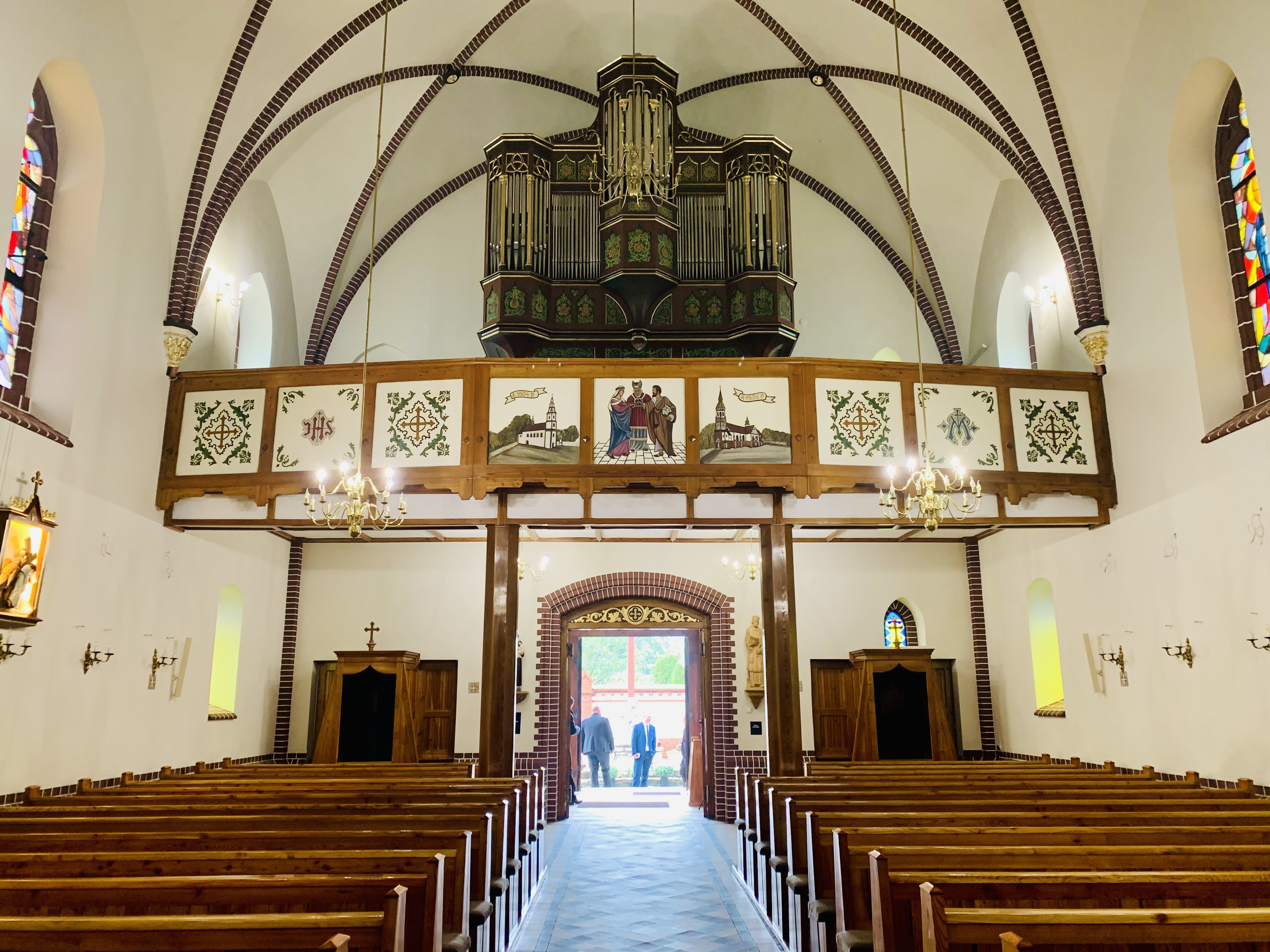
Chór kościoła
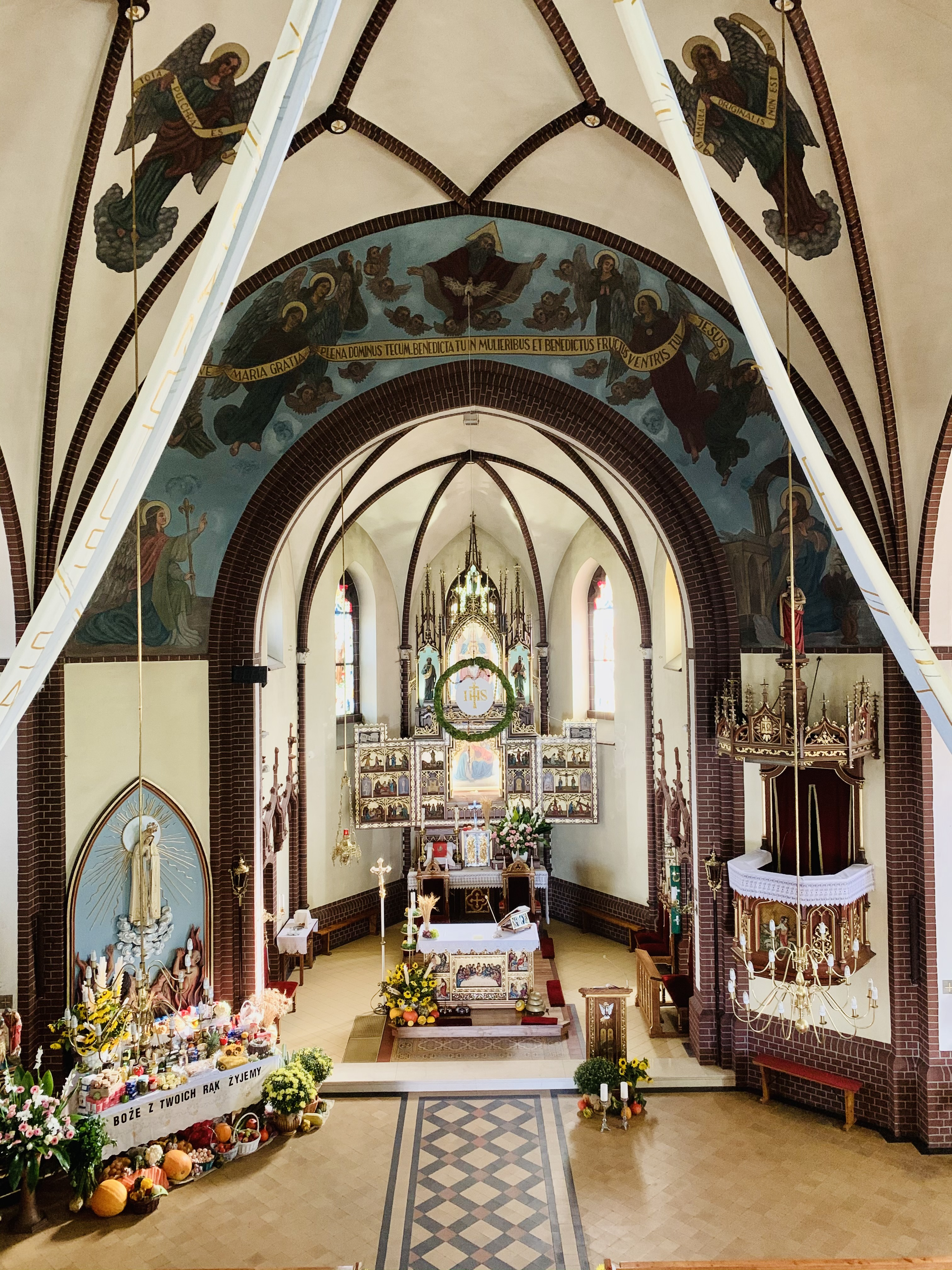
Widok z chóru
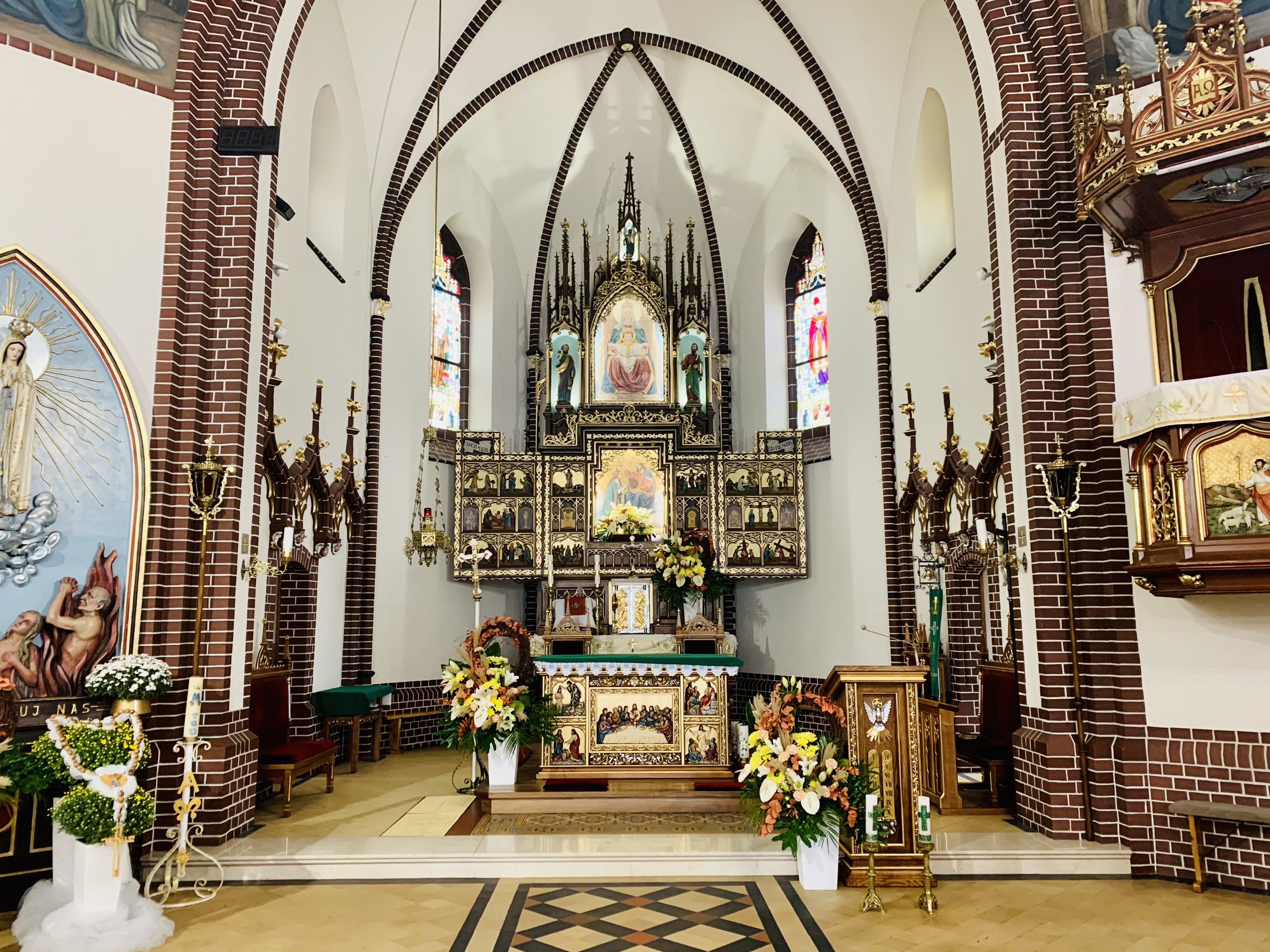
Prezbiterium
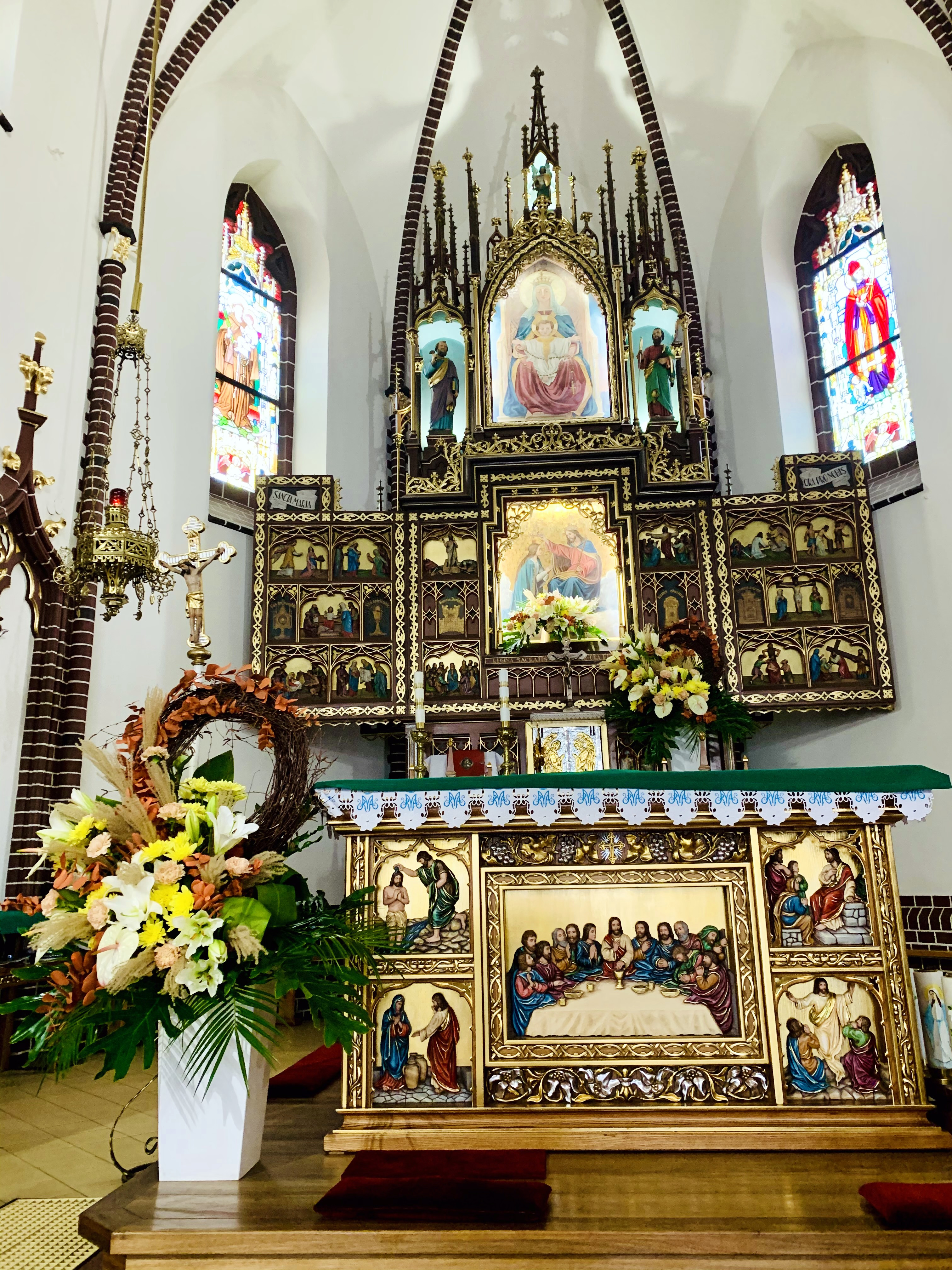
Ołtarz